# Mario Kart Live: Home Circuit
Mario Kart Live: Home Circuit (マリオカート ライブ ホームサーキット?, Mario Kāto Raibu: Hōmu Sākitto) è un videogioco del 2020 sviluppato da Velan Studios e pubblicato dalla casa videoludica nipponica Nintendo, facente parte della serie di Mario Kart. A differenza dei principali capitoli della serie, l’intera ambientazione è la casa del giocatore; nella confezione è inclusa una macchinina telecomandata di Mario o di Luigi con una telecamera, per riprendere l'ambiente.

## Modalità di gioco
Mario Kart Live: Home Circuit contiene 32 piste, ci sono 8 trofei con 3 circuiti ciascuno. In ogni trofeo si gareggia contro Bowser Jr. e i Bowserotti.
Oltre a questi 8 trofei ne è presente un altro chiamato Trofeo casuale, che contiene tre circuiti in cui vengono mischiati gli ambienti e le musiche del gioco.
In Mario Kart Live: Home Circuit sono presenti 11 ambienti, che modificano l'estetica del percorso e quello che succede all'interno di quest'ultimo.